# Brittiska Jungfruöarnas fotbollsförbund
Brittiska Jungfruöarnas fotbollsförbund, officiellt British Virgin Islands Football Association, är ett specialidrottsförbund som organiserar fotbollen på Brittiska Jungfruöarna.
Förbundet grundades 1974 och gick med i Concacaf 1994. De anslöt sig till Fifa år 1996. Brittiska Jungfruöarnas fotbollsförbund har sitt huvudkontor i staden Road Town.